# Tahar Ouettar
Tahar Ouettar (em árabe: الطاهر وطار; 1936 – 12 de agosto de 2010) foi um escritor Argelino. Ouettar foi chamado de "um dos autores de língua árabe mais prolíficos Norte-Africanos".
Nascido numa família Berbere família em Sedrata, foi um defensor da arabização no decurso da independência da Argélia. A essência de seu projeto, disse uma vez, foi para "libertar a identidade da Argélia para torná-la Árabe-Berbere-Islâmica." Ele classificou os escritores francófonos da Argélia como "vestígios do colonialismo". Ouettar publicou o seu primeiro romance "O Ás " em 1974. Embora firme  no seu assalto aos escritores francófonos, ele defendeu o uso da língua Berbere.

## Obras
- O Ás - no original Al Laz  (1974)